# Госпођа министарка (филм из 1978)
Госпођа министарка је југословенски телевизијски филм први пут приказан 2. јануара 1978. године. Режирао га је Дејан Мијач који је написао и сценарио по комедији Бранислава Нушића.

## Улоге
| Глумац              | Улога                                         |
| ------------------- | --------------------------------------------- |
| Ружица Сокић        | Живка Поповић                                 |
| Драгутин Добричанин | Ујка Васа                                     |
| Милан Лане Гутовић  | Чеда Урошевић (као Милан Гутовић)             |
| Реља Башић          | Нинковић                                      |
| Радмила Радовановић | Дара                                          |
| Неда Арнерић        | Анка                                          |
| Мирко Буловић       | Жандарм 1                                     |
| Богољуб Динић       | Секретар господина Нинковића (као Боба Динић) |
| Томанија Ђуричко    | Тетка Савка                                   |
| Стеван Гардиновачки | Јова Поп Арсин                                |
| Иван Хајтл          | Јаков                                         |
| Раде Којчиновић     | Сава                                          |

Остале улоге  ▼
| Глумац                    | Улога                                             |
| ------------------------- | ------------------------------------------------- |
| Петар Краљ                | Пера писар                                        |
| Милан Курузовић           | Рака                                              |
| Добрила Матић             | Учитељица енглеског језика                        |
| Живојин Жика Миленковић   | Риста Тодоровић „Никарагва” (као Жика Миленковић) |
| Миодраг Поповић Деба      | Службеник из министарства                         |
| Мирослав Дуда Радивојевић | Жандарм 2                                         |
| Љубица Раваси             | Стрина Даца                                       |
| Љиљана Шљапић             | Прија Соја                                        |
| Бора Тодоровић            | Пера Каленић                                      |
| Миливоје Томић            | Панта                                             |